# Кристијан Мортенсен
Томас Питер Торвалд Кристијан Фердинанд Мортенсен (енгл. Thomas Peter Thorvald Kristian Ferdinand Mortensen; Скаруп, 16. август 1882 — Сан Рафел, 25. април 1998) био је данско-амерички суперстогодишњак који је према гинисовој књизи рекорда носио титулу најстаријег живог мушкарца на свету у периоду од 18. августа 1994. до 25. априла 1998. године, а затим и титулу најстаријег мушкарца у историји у периоду од 2. јануара 1996. до 28. децембра 2012. године.

## Биографија
Кристијан Мортенсен рођен је у Скарупу, Скандерборг, Данска, 16. августа 1882. године. Његови родитељи били су Јенс Карл Мортенсен и Марен Теркилдсен Тибо. Био је најмлађи од шесторо браће и сестара. Пратећи стопе свог оца, Кристијан је постао кројач. 1903. године, у нади да ће наћи више могућности за посао, емигрирао је у Сједињене Америчке Државе где се бавио разним занатима, укључујући млекара и радника у фабрици конзерви. Био је ожењен, иако само на кратко, никада није имао деце.
Као страствени морнар, уживао је у једрењу од Тексаса до Флориде. У доби од 96 година, преселио се у старачки дом.
18. августа 1994. године, након смрти 112-годишњег Парка Херда, постао је најстарији живи мушкарац у Сједињеним Америчким Државама и на свету.
2. јануара 1996. године, у доби од 113 година и 139 дана, премашио је старост Фредерика Фрејжера (1880–1993) од 113 година и 138 дана, поставши најстарији мушкарац икада.
16. августа 1996. године, прославио је свој 114. рођендан, поставши први мушкарац у историји који је достигао ово доба, а годину дана касније и први мушкарац који је прославио свој 115. рођендан.
Кристијан Мортенсен преминуо је у Сан Рафелу, Калифорнија, Сједињене Америчке Државе, 25. априла 1998. године, у доби од 115 година и 252 дана. Након његове смрти, тада 112-годишњи Доналд Батлер, преузео је титулу најстаријег живог мушкарца у Сједињеним Америчким Државама и на свету. Титулу најстаријег мушкарца у историји држао је све до 28. децембра 2012. године, када је његов рекорд оборио Џироемон Кимура (1897—2013) из Јапана.